# NGC 3012
NGC 3012 је елиптична галаксија у сазвежђу Мали лав која се налази на NGC листи објеката дубоког неба.
Деклинација објекта је + 34° 42' 53" а ректасцензија 9h 49m 52,0s. Привидна величина (магнитуда) објекта NGC 3012 износи 13,9 а фотографска магнитуда 14,9. NGC 3012 је још познат и под ознакама UGC 5262, MCG 6-22-17, CGCG 182-23, NPM1G +34.0176, PGC 28270.